# Тютюноработническа стачка (1924)
Стачката на тютюноработниците от складовете на фабриките Никотеа, Картела, Ориент-Табако, Фумаро и Фернандес в Хасково избухва в началото август 1924 г. Комисия от работници преговаря с фабрикантите за повишение в заплащането на своя труд, каквото вече са получили пловдивските тютюноработници.